# Parlatore-Serradifalco
Parlatore-Serradifalco è la ventinovesima unità di primo livello di Palermo.
È situata nella zona centrale della città; fa parte della V Circoscrizione.